# Castilleja sessiliflora
Castilleja sessiliflora är en snyltrotsväxtart som beskrevs av Frederick Traugott Pursh. Castilleja sessiliflora ingår i släktet målarborstar, och familjen snyltrotsväxter. Inga underarter finns listade i Catalogue of Life.

## Bildgalleri

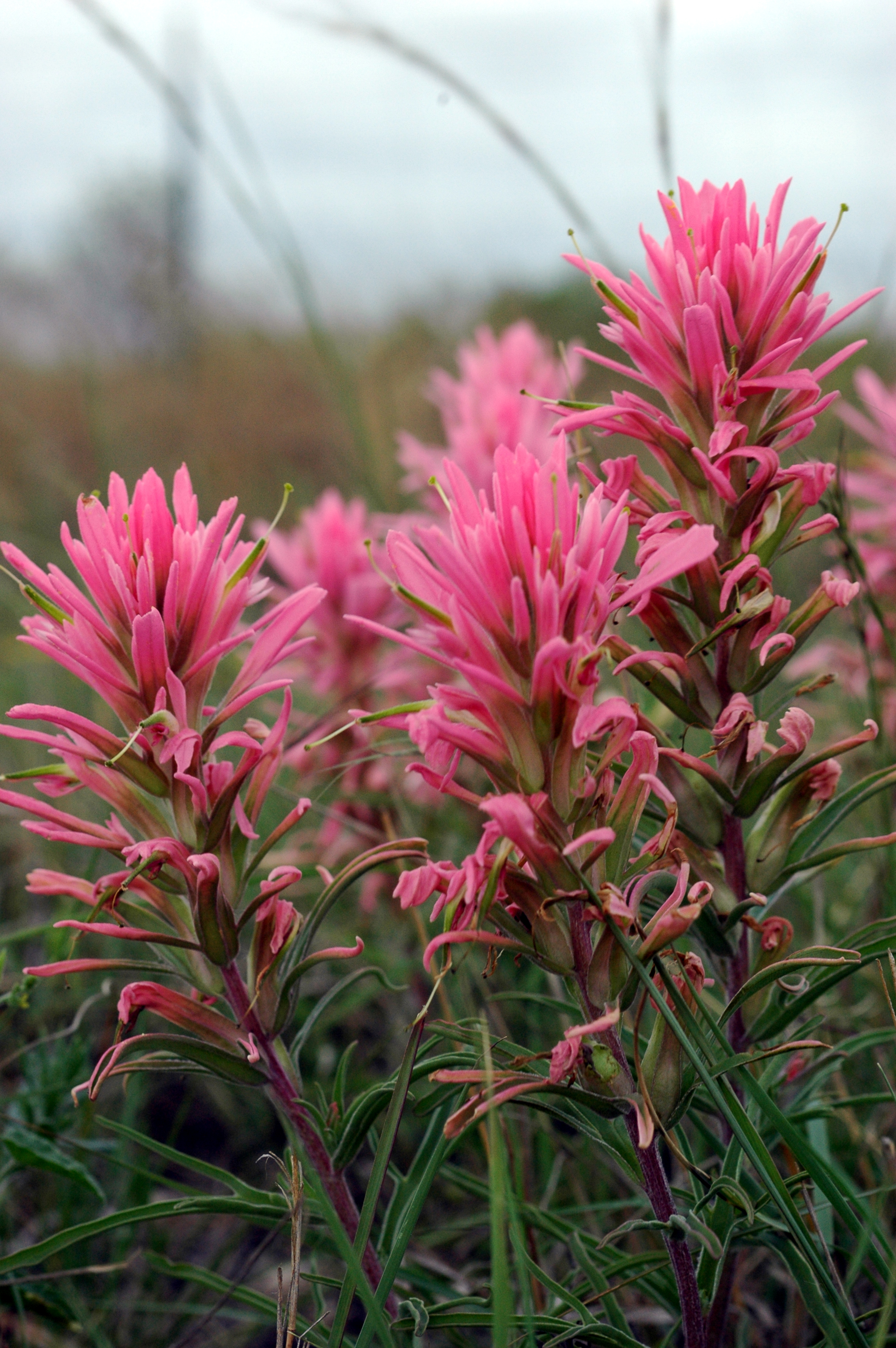